# LU-546
La LU-546 es una carretera de la red primaria básica de Galicia que une Nadela, en el municipio de Lugo, con Sarria y Monforte de Lemos. Tiene una longitud de 55,56 km.

## Historia
Su tráfico se ha visto reducido en la última década gracias a la construcción del corredor CG-2.2, una vía rápida de altas prestaciones que realiza el mismo recorrido sin atravesar las poblaciones.
En enero de 2009, Consellería de Política Territorial de la Junta de Galicia, licitó la carretera para la construcción del  CG-2.2 , antes de comenzar las obras del corredor, la carretera fue reparada casi en toda su totalidad excepto en algunos tramos urbanos, las obras llevaron 10 meses y posteriormente la carretera fue reabierta.

## Trazado
Se inicia en la rotonda de cruce con la carretera N-6 y el corredor CG-2.2 en Nadela, en el municipio de Lugo. Posteriormente cruza los municipios de O Corgo, Láncara, O Páramo, Sarria, O Incio y Bóveda. Finaliza en el casco urbano de Monforte de Lemos, en un cruce con la carretera LU-664.